# St-Sauveur (Brignoles)

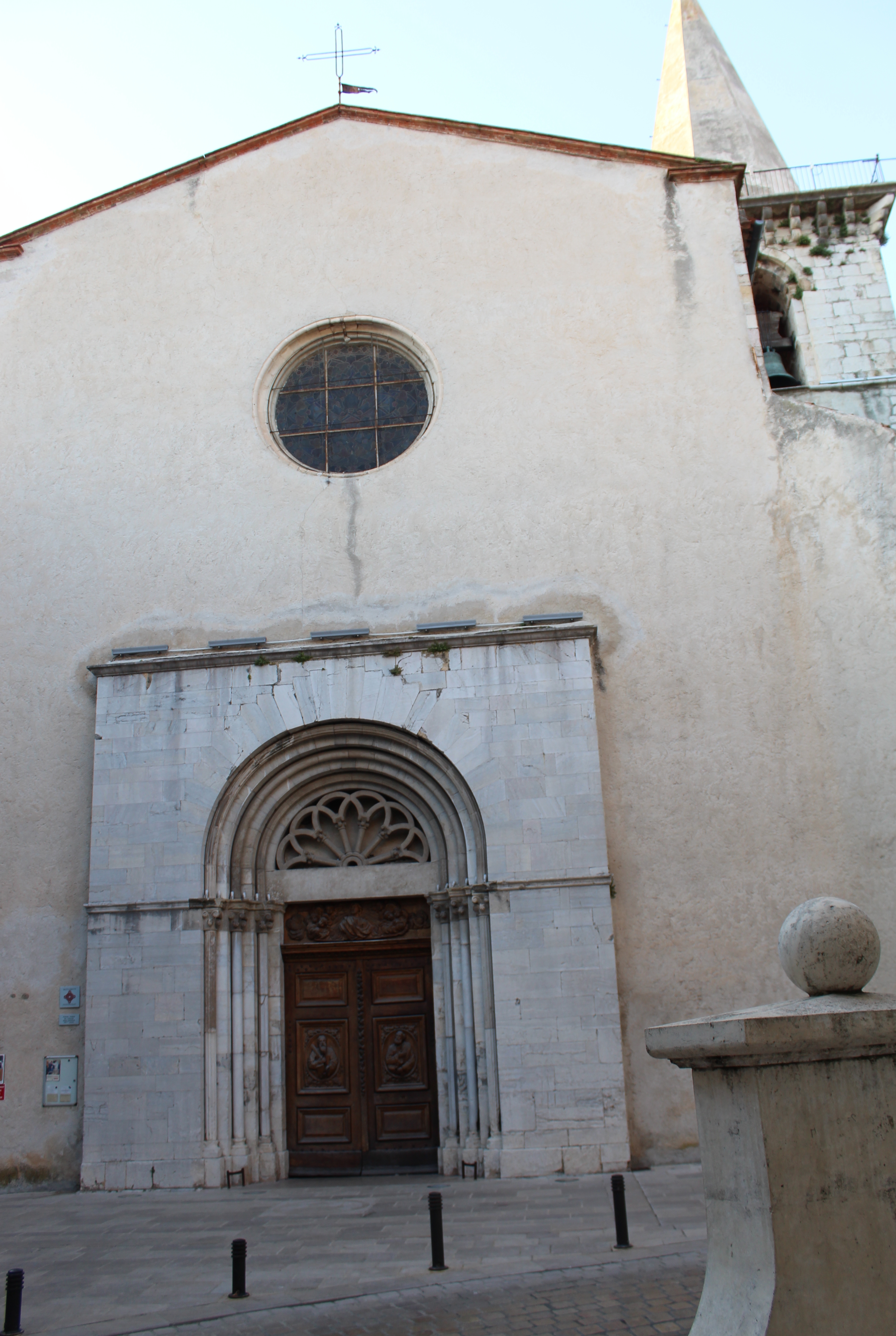
St-Sauveur (Brignoles)

Die Kirche Saint-Sauveur ist die römisch-katholische Pfarrkirche von Brignoles im Département Var in Frankreich. Die Kirche gehört zum Bistum Fréjus-Toulon. Das Gebäude steht seit 1926 als Monument historique unter Denkmalschutz.

## Lage und Patrozinium
Die Kirche ist in den Altstadtkern von Brignoles (Rue de la Paroisse und Place de la Paroisse) eingekeilt und nur zu Fuß zu erreichen. Sie ist zu Ehren des Salvator mundi (auch: Erlöser, französisch Sauveur) geweiht.

## Geschichte
Aus zwei Ursprungskirchen des 11. und 12. Jahrhunderts wurde im 15. Jahrhundert eine einzige Kirche geformt, 1519 mit einem Glockenturm versehen, 1602 vergrößert, mit Kuppel versehen und 1768 geweiht. Die heutige Kirche ist stilistisch eine Mischung aus romanischen und gotischen Elementen. Sie steht in Süd-Nord-Richtung mit Fassade und Eingang im Süden. Bemerkenswert ist das Eingangsportal mit darüberliegender Fensterrose (von 1512).

## Ausstattung
Die Kirche verfügt über antike Überreste, darunter einen Sarkophag aus dem zweiten Jahrhundert, ferner über mehrere Elemente aus dem 16. und 17. Jahrhundert. Bemerkenswert ist ein Gemälde aus der Malerfamilie Parrocel (1660), das die Kreuzabnahme darstellt. Die Präsenz der Mitra und weiterer liturgischer Kleidungsstücke des heiligen Ludwig von Toulouse geht darauf zurück, dass der Heilige in Brignoles starb.